# Samuel Sánchez
Samuel Sánchez González (Oviedo, 5 februari 1978) is een Spaans voormalig wielrenner. De Asturiër was lange tijd de enige niet-Baskische Spanjaard bij Euskaltel-Euskadi. Tijdens zijn carrière won hij onder andere de wegrit op de Olympische Zomerspelen van 2008. In augustus 2017 werd Sánchez betrapt op doping, waarna hij zijn carrière beëindigde.

## Biografie
Sánchez is een veelzijdig renner die met name in etappekoersen en heuvelklassiekers goed uit de voeten komt. Ook staat hij bekend als een van de betere dalers in het profpeloton.
Nadat hij in zijn eerste profjaren enkele ereplaatsen behaalde in koersen als Parijs-Nice, de Ronde van het Baskenland en Luik-Bastenaken-Luik beleefde hij in 2005 zijn doorbraak: Sánchez won de dertiende etappe in de Ronde van Spanje en werd elfde in het eindklassement. Nadat winnaar Roberto Heras wegens dopinggebruik werd gediskwalificeerd schoof Sánchez op naar de tiende plaats. In 2011 werd deze diskwalificatie weer ongedaan gemaakt en is Sanchez alsnog als elfde geëindigd in het algemeen klassement. Ook in de belangrijke Spaanse klassieker Escalada a Montjuïc ging hij tweemaal met de zege aan de haal (in 2004 en in 2005).
In 2006 reed Sánchez een voorjaar met ereplaatsen in onder andere Parijs-Nice (vierde) en de Waalse Pijl (tweede). In de Ronde van het Baskenland bezorgde hij zijn Baskische ploeg twee etappezeges en een zesde plaats in het eindklassement, waarin hij nog aan de leiding stond voor de slottijdrit. In de Ronde van Spanje won hij net als het jaar ervoor de dertiende etappe, in het klassement werd Samu zevende. Op het Wereldkampioenschap op de weg in het Oostenrijkse Salzburg vertolkte Sánchez een hoofdrol door in de laatste kilometer voor de beslissende afscheiding te zorgen in dienst van kopman Alejandro Valverde. Sánchez zelf werd vierde achter Paolo Bettini, Erik Zabel en Valverde. Een week later schreef hij met het Kampioenschap van Zürich zijn eerste klassieke zege op zijn naam. Hij reed op twaalf kilometer van de streep alleen weg uit een elitegroep van vijf en kwam met een halve minuut voorsprong over de finish. Twee weken later werd hij tweede in de Ronde van Lombardije. Hiermee verzekerde hij zich van de tweede plaats in het eindklassement van de UCI ProTour.
Het volgende jaar begon Sánchez wederom goed met een negende plaats in Parijs-Nice en derde plaats in de Ronde van het Baskenland waar hij de afsluitende tijdrit won. In de klassiekers wist hij geen top 10-notering te behalen, wel wist hij de slotrit van de Ronde van Catalonië (met aankomst bergop) te winnen. Hierna richtte Sánchez zich volledig op de Ronde van Spanje waar hij de vijftiende etappe won na een van zijn kenmerkende aanvallen in een afdaling. In de negentiende etappe was hij de sterkste op de beruchte Alto de Abantos en op de voorlaatste dag won Sánchez ook nog een tijdrit. Deze slotweek resulteerde in een derde plaats in het eindklassement. Na de Vuelta werd Samsam zevende op het wereldkampioenschap op de weg in Stuttgart en ietwat ongelukkig derde in de Ronde van Lombardije. In het UCI ProTourklassement eindigde hij als negende.
In 2008 richtte Sánchez zich volledig op de Ronde van Frankrijk. Vooral in de eerste helft van de ronde, inclusief de ritten in de Pyreneeën, vlak bij de thuisregio, reed de Baskische ploeg niet al te sterk. Sánchez was van de drie kopmannen nog het best op dreef, met tweede plaats in de koninginnenrit naar de Alpe d'Huez als hoogtepunt. Uiteindelijk werd Sánchez zesde in het eindklassement. De vorm van de slotweek nam hij mee naar de Olympische Spelen in Peking. Tijdens de wegwedstrijd pakte hij de gouden medaille in een sprint bergop tegen Davide Rebellin en Fabian Cancellara. Enkele dagen later werd hij zesde in de tijdrit.
In 2009 won Sánchez, in voorbereiding op de wedstrijden van april, de Gran Premio de Llodio. Daarna volgde een podiumplek in de Ronde van het Baskenland. Ook werd hij nog vierde op het wereldkampioenschap in Mendrisio en tweede in de Ronde van Spanje, achter Alejandro Valverde.
In de zeventiende rit in de Ronde van Frankrijk van 2010 kwam hij hard ten val, terwijl hij derde stond in het algemeen klassement. Het peloton besloot te wachten en Samuel Sánchez kon zich weer bij de groep voegen. Uiteindelijk werd hij vierde in het eindklassement. Nadat Alberto Contador later uit de uitslag werd geschrapt, werd dit omgezet naar een derde plaats.
In 2011 won Sánchez de twaalfde etappe en het bergklassement in de Ronde van Frankrijk. Een jaar later, in 2012, kwam Sánchez tijdens de achtste etappe van de Ronde van Frankrijk ten val. Hierbij brak hij zijn rechterhand en kneusde zijn schouderblad, waardoor hij moest opgeven.
Na het verdwijnen van de ploeg Euskaltel-Euskadi, bood BMC Racing Team Sánchez een contract aan voor 2014. Hij hielp bij zijn nieuwe ploeg Philippe Gilbert aan een aantal overwinningen zoals de Amstel Gold Race, de Ster ZLM Toer en de Ronde van Peking. Hij was kopman in de Ronde van Spanje en werd zesde in het eindklassement. In de Ronde van Lombardije finishte hij als vijfde in een elitegroepje achter de weggesprongen Daniel Martin.
Twee dagen voor de start van de Vuelta van 2017, maakte de UCI bekend dat Sanchez positief was bevonden op het verboden groeihormoon GHRP-2. In afwachting van de analyse van het B-staal, werd hij voorlopig geschorst.
Na onderzoek door de UCI van de twee bloedstalen werd Sanchez positief bevonden, daarop heeft wielerploeg BMC Sánchez in oktober 2017 op staande voet ontslagen wegens dopinggebruik.

## Palmares

### Overwinningen

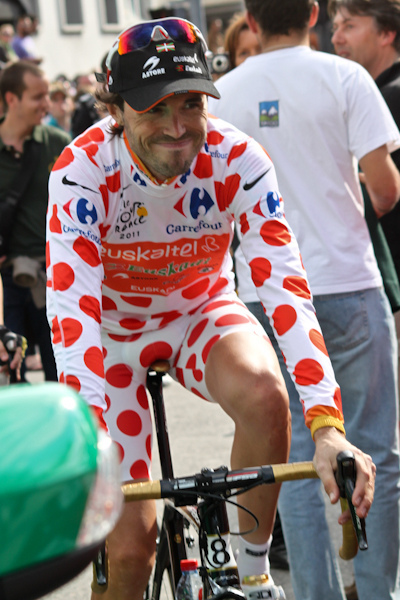
Samuel Sánchez: winnaar van de bolletjestrui van de Ronde van Frankrijk 2011.

2004
Escalada a Montjuïc
2005
13e etappe Ronde van Spanje
Escalada a Montjuïc
2006
2e en 3e etappe Ronde van het Baskenland
3e etappe Ronde van Asturië
13e etappe Ronde van Spanje
Kampioenschap van Zürich
2007
6e etappe Ronde van het Baskenland
7e etappe Ronde van Catalonië
15e, 19e en 20e etappe Ronde van Spanje
2008
2e etappe deel B Ronde van Asturië
 Olympisch kampioen op de weg in Peking
2009
Gran Premio de Llodio
2010
4e etappe Ronde van het Baskenland
Klasika Primavera
2e en 5e etappe Ronde van Burgos
Eindklassement Ronde van Burgos
2011
GP Miguel Indurain
4e etappe Ronde van het Baskenland
12e etappe Ronde van Frankrijk
 Bergklassement Ronde van Frankrijk
1e etappe Ronde van Burgos
2012
6e etappe Ronde van Catalonië
3e en 6e etappe Ronde van het Baskenland
Eindklassement Ronde van het Baskenland
2013
7e etappe Critérium du Dauphiné
2015
3e etappe Critérium du Dauphiné (ploegentijdrit)
9e etappe Ronde van Frankrijk (ploegentijdrit)
1e etappe Ronde van Spanje (ploegentijdrit)
2016
4e etappe Ronde van het Baskenland
2017
2e etappe Ronde van Catalonië (ploegentijdrit)

### Resultaten in voornaamste wedstrijden
| Jaar | Ronde van Italië | Ronde van Frankrijk | Ronde van Spanje |
| ---- | ---------------- | ------------------- | ---------------- |
| 2001 |                  |                     |                  |
| 2002 |                  | buiten tijd         |                  |
| 2003 |                  | buiten tijd         |                  |
| 2004 |                  |                     | 15e              |
| 2005 | 17e              |                     | 10e (1)          |
| 2006 |                  |                     | 6e (1)           |
| 2007 |                  |                     | ↑ (3)            |
| 2008 |                  | 6e                  |                  |
| 2009 |                  |                     | ↑                |
| 2010 |                  | ↑                   |                  |
| 2011 |                  | 5e (1)              |                  |
| 2012 |                  | opgave              |                  |
| 2013 | 12e              |                     | 8e               |
| 2014 | 24e              |                     | 6e               |
| 2015 |                  | 12e                 | opgave           |
| 2016 |                  |                     | opgave           |
| 2017 |                  |                     |                  |

| Jaar | Milaan-San Remo | Parijs-Roubaix | Amstel Gold Race | Luik-Bast.‑Luik | Ronde van Lombardije | Waalse Pijl | Clásica San Sebastián |  | WK op de weg |  | Wereldranglijsten |
| ---- | --------------- | -------------- | ---------------- | --------------- | -------------------- | ----------- | --------------------- |  | ------------ |  | ----------------- |
| 2001 |                 | opgave         |                  |                 |                      |             |                       |  |              |  |                   |
| 2002 | 20e             |                |                  | opgave          |                      |             |                       |  |              |  |                   |
| 2003 |                 |                |                  | 6e              |                      | 17e         |                       |  |              |  |                   |
| 2004 | 20e             |                |                  | 4e              |                      | 12e         |                       |  |              |  |                   |
| 2005 |                 |                | 81e              | 83e             |                      | 41e         | 10e                   |  |              |  | 55e (UPT)         |
| 2006 | 49e             |                | 15e              | 15e             | ↑                    | ↑           | 92e                   |  | 4e           |  | (UPT)             |
| 2007 |                 |                | 15e              | 13e             | ↑                    | 27e         | 104e                  |  | 7e           |  | 9e (UPT)          |
| 2008 |                 |                |                  |                 | 27e                  |             | 7e                    |  | 22e          |  | 84e (UPT)         |
| 2009 |                 |                | 14e              | 10e             | ↑                    | 4e          | 50e                   |  | 4e           |  | (UWK)             |
| 2010 |                 |                |                  |                 | 6e                   |             | 9e                    |  | opgave       |  | 8e (UWK)          |
| 2011 |                 |                | 56e              | 10e             | 30e                  | ↑           | 8e                    |  |              |  | 6e (UWT)          |
| 2012 |                 |                | 7e               | 7e              | ↑                    |             |                       |  | 41e          |  | 9e (UWT)          |
| 2013 |                 |                |                  | 37e             |                      |             |                       |  | opgave       |  | 46e (UWT)         |
| 2014 |                 |                | 62e              | 31e             | 5e                   | 34e         |                       |  |              |  | 43e (UWT)         |
| 2015 |                 |                | 31e              | 29e             | opgave               | 103e        | 18e                   |  |              |  | 105e (UWT)        |
| 2016 |                 |                | 27e              | 4e              | 50e                  | 6e          | 87e                   |  |              |  | 35e (UWT)         |
| 2017 |                 |                |                  | 52e             |                      | 46e         |                       |  |              |  | 226e (UWT)        |

### Resultaten in kleinere rondes
| Jaar | Parijs-Nice | Tirreno-Adriatico | Ronde van Catalonië | Ronde van het Baskenland | Critérium du Dauphiné | Ronde van Zwitserland | Ronde van Polen | Ronde van Peking |
| ---- | ----------- | ----------------- | ------------------- | ------------------------ | --------------------- | --------------------- | --------------- | ---------------- |
| 2001 |             |                   |                     |                          |                       |                       |                 |                  |
| 2002 | 12e         |                   |                     | 10e                      | 33e                   |                       |                 |                  |
| 2003 | 9e          |                   |                     | ↑                        |                       |                       |                 |                  |
| 2004 | 18e         |                   |                     | 8e                       |                       |                       |                 |                  |
| 2005 |             |                   |                     | opgave                   |                       |                       |                 |                  |
| 2006 | 4e          |                   | 13e                 | 6e (2)                   |                       |                       |                 |                  |
| 2007 | 9e          |                   | 15e (1)             | ↑ (1)                    |                       |                       |                 |                  |
| 2008 |             |                   |                     |                          | 45e                   |                       | opgave          |                  |
| 2009 | opgave      |                   | 9e                  | ↑                        |                       |                       |                 |                  |
| 2010 | 4e          |                   |                     | 7e (1)                   | 18e                   |                       |                 |                  |
| 2011 | 5e          |                   |                     | 6e (1)                   | 17e                   |                       |                 | 51e              |
| 2012 |             |                   | ↑ (1)               | ↑ (2)                    | 126e                  |                       |                 | 12e              |
| 2013 |             | 18e               |                     | 15e                      | 9e (1)                |                       |                 |                  |
| 2014 |             |                   | 45e                 | 15e                      |                       |                       | 12e             | 13e              |
| 2015 |             |                   | 68e                 | 13e                      | 49e                   |                       |                 |                  |
| 2016 |             |                   | 29e                 | 6e (1)                   |                       | opgave                |                 |                  |
| 2017 |             |                   | 33e                 | opgave                   |                       |                       | 24e             |                  |

(*) tussen haakjes aantal individuele etappe-overwinningen

## Ploegen
- 2000 –  Euskaltel-Euskadi
- 2001 –  Euskaltel-Euskadi
- 2002 –  Euskaltel-Euskadi
- 2003 –  Euskaltel-Euskadi
- 2004 –  Euskaltel-Euskadi
- 2005 –  Euskaltel-Euskadi
- 2006 –  Euskaltel-Euskadi
- 2007 –  Euskaltel-Euskadi
- 2008 –  Euskaltel-Euskadi
- 2009 –  Euskaltel-Euskadi
- 2010 –  Euskaltel-Euskadi
- 2011 –  Euskaltel-Euskadi
- 2012 –  Euskaltel-Euskadi
- 2013 –  Euskaltel Euskadi
- 2014 –  BMC Racing Team (vanaf 2-2)
- 2015 –  BMC Racing Team
- 2016 –  BMC Racing Team
- 2017 –  BMC Racing Team